# Il piccolo campo
Il piccolo campo (God's Little Acre) è un film del 1958 diretto da Anthony Mann.

## Trama
Ty Ty Walden è un uomo di campagna con cinque figli: due femmine, Rosamund e Darlin' Jill, e tre maschi, Buck, Shaw e Jim Leslie. Buck e Shaw lo aiutano per anni a scavare grosse buche nei campi, perché Ty Ty è convinto che suo nonno avesse sepolto dell'oro nei paraggi. Ty Ty cerca di risparmiare dai lavori di scavo un "piccolo campo" che vuole consacrare a Dio, ma finisce con lo spostare sempre più il piccolo campo ai margini, per poter scavare ovunque. Pluto, un aspirante sceriffo che vorrebbe sposare Darlin' Jill, lo convince a farsi aiutare da un albino per individuare il presunto nascondiglio dell'oro.
Buck ha una moglie, Griselda, con cui non va d'accordo e che invece è attratta in maniera ricambiata da Will, il marito di Rosamund. Will vive con Rosamund nella cittadina di Peachtree Valley e si è dato al bere dopo essere rimasto disoccupato. Jim Leslie vive invece nella città di Augusta ed è diventato benestante dopo aver sposato una donna ricca. Ty Ty visita Jim Leslie per chiedergli un prestito e in quell'occasione apprende che anche lui è attratto da Griselda.
Dopo la morte di Will, ucciso dal guardiano della filanda in cui lavorava per essersi introdotto nell'edificio dismesso nel disperato tentativo di riattivare la produzione, Ty Ty e tutti i figli si riuniscono per il funerale. Buck e Jim Leslie vengono alle mani quando quest'ultimo propone a Griselda di seguirlo e solo l'intervento di Ty Ty impedisce che uno dei figli rimanga ucciso. Per ringraziare Dio della mancata tragedia, Ty Ty si ripromette di non scavare più e di arare invece i campi, tuttavia dopo aver trovato una vecchia pala nel terreno decide di provare ancora a scavare.